# Група армій «B»
Група армій «B» (нім. Heeresgruppe B) — одна з груп армій Німеччини під час Другої світової війни.
Група армій «B» була створена 12 жовтня 1939 року внаслідок перейменування передислокованої з Польщі на захід армій «Північ» (нім. Heeresgruppe Nord). Група армій «B» під час Французької кампанії захопила Нідерланди і Бельгію. У другій частині кампанії після закінчення боїв на узбережжі Ла-Маншу, група армій «B» була передислокована на річку Сомма, звідки вона завдавала удару через Париж по узбережжю Атлантичного океану. З 16 серпня 1940 року почалась передислокація групи армій «B» у Східну Пруссію. Перед початком кампанії проти СРСР вона була перейменована в групу армій «Центр» (нім. Heeresgruppe Mitte).
Знову група армій «B» була сформована 9 липня 1942 року на півдні радянсько-німецького фронту із з'єднань лівого крила групи армій «Південь» (нім. Heeresgruppe Süd). Вона перебувала на північному краї наступального угруповання, сформованого для літнього наступу 1942 року, і мала на меті захоплення Сталінграда і виходу до Волги. В лютому 1943 року оточені з'єднання групи армій «B» були розбиті і полонені під Сталінградом. 9 лютого 1943 року залишки групи армій «B» були розділені між групою армій «Центр» і групою армій «Південь».
Знову група армій «B» офіційно була створена 19 липня 1943 року в Мюнхені. 19 серпня вона була передислокована в Північну Італію, де в її склад увійшли розквартировані там сухопутні сили. 26 листопада 1943 року вони були передані в підпорядкування штабу командування Півдня.
2 січня 1944 року група армій «B» перейшла в оперативне керівництво Командування військами Вермахту на Заході для дій у районі узбережжя Ла-Маншу. Під час висадки англо-американських військ у Нормандії з'єднання групи армій виявилися на північному крилі Західного фронту. Незважаючи на опір, група армій «B» була змушена відступити. В Арденнах її танкові з'єднання брали участь у наступі, однак змушені були перейти до оборони після початку Вісло-Одерської стратегічної наступальної операції Червоної Армії. У ході подальшого відступу група армій «B» потрапила в оточення в районі Руру і 17 квітня 1945 року капітулювала.

## Командувачі
Західний фронт, Генеральна губернія
- генерал-полковник, з 20 липня 1940 генерал-фельдмаршал Федор фон Бок (12 жовтня 1939 — 21 червня 1941);

Східний фронт
- генерал-фельдмаршал Федор фон Бок (9 1939 — 15 липня 1942);
- генерал-полковник, з 1 лютого 1942 генерал-фельдмаршал Максиміліан фон Вейхс (16 липня 1942 — 14 липня 1943);

Італія, Західний фронт
- генерал-фельдмаршал Ервін Роммель (15 липня 1943 — 19 липня 1944);
- генерал-фельдмаршал Гюнтер фон Клюге (20 липня 1944 — 17 серпня 1944);
- генерал-фельдмаршал Вальтер Модель (17 серпня 1944 — 17 квітня 1945).